# Igreja Presbiteriana da África Central
A Igreja Presbiteriana da África Central (IPAC) - em inglês Church of Central Africa Presbyterian - é uma denominação reformada presbiteriana, formada em 1924 pela união das missões da Igreja da Escócia, Igreja Livre da Escócia e Igreja Reformada Holandesa na África do Sul (NGK) na África Austral. Está presente no Malawi, Zâmbia, Zimbabwe e Moçambique.
É a maior denominação protestante do Malawi, com 2.498.969 de membros no país em 2018, o que representava 14,2% da população naquele ano.
Em 2024, tinha mais de 3,1 milhões de membros no Malawi, Zâmbia e Zimbábue.

## História

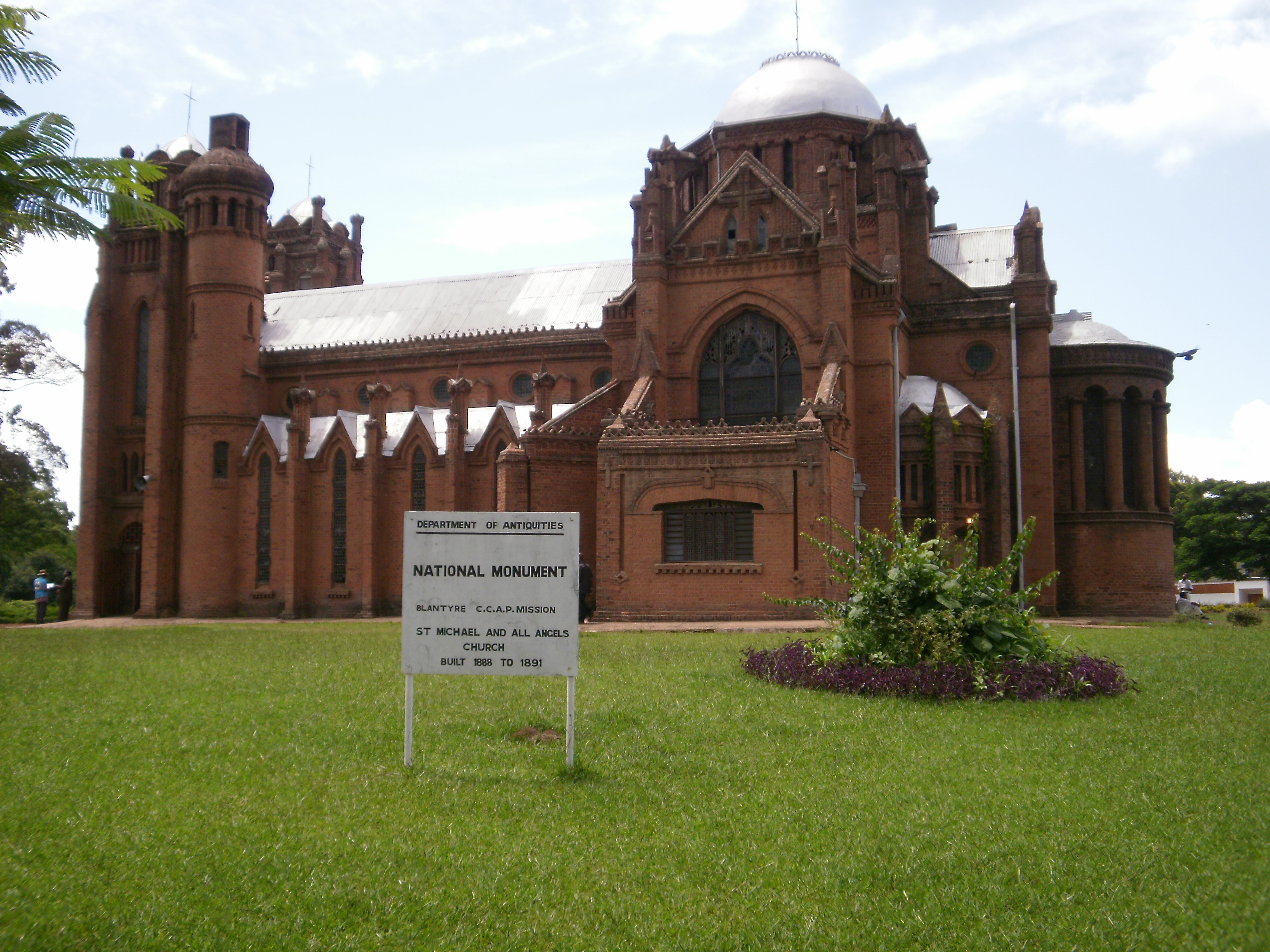
Igreja de São Miguel e Todos os Anjos em Blantire, Malawi.

Em 6 de agosto de 1866, David Livingstone foi o primeiro missionário escocês a chegar ao Malawi. Em 1875, a Igreja Livre da Escócia estabeleceu uma missão no norte do Malawi com sede em Livingstonia da qual surgiu um sínodo. Posteriormente, em 1876 a Igreja da Escócia estabeleceu uma missão em Blantyre, da qual resultou um outro sínodo.
Em 1889, o Sínodo do Cabo da Igreja Reformada Holandesa na África do Sul (NGK) começou a trabalhar no centro de Malawi. Inicialmente, sua base era Mvera, mas depois mudou-se para Nkhoma, onde foi estabelecido o sínodo reformado do país.
Em 1911, os Sínodos de Livingstonia e Blantyre concordaram em se unir para formar uma única denominação. Todavia, a união só foi concretizada em 1924, criando assim a Igreja Presbiteriana da África Central (IPAC), formada pelos sínodos de Livingstonia e Blantyre. Em 1928, o Sínodo de Nkhoma concordou em seu unir à IPAC.
Em 1965, foi fundado um quarto sínodo, em Harare, no Zimbabwe e em 1984 o quinto sínodo foi formado na Zâmbia.
A partir de 1999, a denominação também começou a plantar igrejas no Moçambique.

## Demografia
| Sínodo                         | Congregações | Membros   | Pastores | Ano       |
| ------------------------------ | ------------ | --------- | -------- | --------- |
| Blantyre (Sul do Malawi}       | 800          | 1.800.000 | 185      | 2016      |
| Nkhoma (Centro do Malawi}      | 235          | 1.000.000 | 238      | 2024      |
| Livingstonia (Norte do Malawi) | 214          | 200.000   | -        | 2024      |
| Zâmbia                         | 89           | 120.000   | 89       | 2024      |
| Zimbábue                       | 28           | 8.574     | 22       | 2018      |
| Total                          | 1.366        | 3.128.574 | 534      | 2016-2024 |

Em 2018, o Censo do Malawi registrou 2.498.969 pessoas que se autodeclaravam membros da igreja.
Em 2024, foi publicado que a igreja tinha cerca de 3,1 milhões de membros, 103 presbitérios e 5 sínodos.

## Doutrina
A denominação subscreve o Credo Niceno-Constantinopolitano, Credo dos Apóstolos, Confissão de Westminster, Catecismo Maior de Westminster, Breve Catecismo de Westminster, Catecismo de Heidelberg, Confissão Belga, Cânones de Dort e a Confissão de Fé da Igreja Presbiteriana da África Central, elaborada em 1924.
A ordenação de mulheres é um assunto em que cada sínodo é livre para decidir. Os sínodos de Livingstonia, Blantyre e Zâmbia ordenam mulheres, enquanto os sínodos Nkhoma e Harare se negam a ordenar mulheres.

## Relações intereclesiásticas
A denominação é membro do Conselho Mundial de Igrejas e Comunhão Mundial das Igrejas Reformadas.